# Sweet Kitty Bellairs
Pour le film de même nom fait par James Young et sorti en 1916, voir Sweet Kitty Bellairs (film, 1916).
Sweet Kitty Bellairs est un film américain réalisé par Alfred E. Green, sorti en 1930.

## Fiche technique
- Titre : Sweet Kitty Bellairs
- Réalisation : Alfred E. Green
- Scénario : J. Grubb Alexander (en) et Herman Harrison d'après le livre d'Egerton Castle et la pièce de David Belasco
- Musique : Robert Emmett Dolan (Bobby Dolan) et Walter O'Keefe
- Photographie : Watkins McDonald
- Montage : Owen Marks
- Pays d'origine : États-Unis
- Format : Couleurs - 1,37:1
- Genre : Film musical, romance
- Durée : 63 minutes
- Date de sortie : 1930

## Distribution
- Claudia Dell : Kitty Bellairs
- Walter Pidgeon : Lord Varney
- Ernest Torrence : Sir Jasper Standish
- Perry Askam : Capitaine O'Hara
- June Collyer : Lady Julia Standish
- Lionel Belmore : Colonel Villiers
- Flora Finch : Une commère
- Arthur Edmund Carewe : Capitaine Spicer
- Douglas Gerrard : Tom Stafford